# Odesza
 (juin 2019).
Si vous disposez d'ouvrages ou d'articles de référence ou si vous connaissez des sites web de qualité traitant du thème abordé ici, merci de compléter l'article en donnant les références utiles à sa vérifiabilité et en les liant à la section « Notes et références ».
Odesza (stylisé ODESZA) est un groupe américain de musique électronique originaire de Seattle.
Il s'agit d'un duo formé par Harrison Mills (« CatacombKid ») et Clayton Knight (« BeachesBeaches ») et actif depuis 2012.

## Histoire
Harrison Mills et Clayton Knight s'étaient rencontrés à l'Université Western Washington. Les deux membres ont eu un parcours différent, Harisson Mills travaillait dans le design graphique tandis que Clayton Knight étudiait la physique et les maths. Ce dernier a eu une formation classique, piano puis guitare.
En 2014, le groupe sort un album In Return, il comporte 13 titres, dont Say My Name (en featuring avec Zyra). En 2015 ils sortent un nouvel album qui rencontra le même succès que les précédents et sont aujourd'hui une valeur sûre de la scène électro.
Les deux membres remixèrent également une dizaine de titres, on peut citer par exemple, le remix de Waited 4 u de Slow Magic, qui comptabilise (juillet 2016) plus d'une dizaine de millions d'écoutes (YouTube et SoundCloud) ou encore Faded de l'artiste Zhu.
En avril 2017, le groupe a enregistré 2 morceaux Late Night et Line of Sight en featuring avec Wynne et Mansionair.
Le 12 juin 2017, Odesza a sorti deux singles supplémentaires, Meridian et Corners Of The Earth featuring RY X.
L'album A Moment Apart est sorti le 8 septembre 2017. Une tournée mondiale a été annoncée pour l'occasion avec des dates en Europe, en Amérique du Nord et en Australie.
Leur titre A Moment Apart présent sur l'album du même nom a notamment été utilisé pour la vidéo de présentation de la GoPro Hero 6 mise en ligne le 28 septembre 2017 ainsi que pour le menu de démarrage du jeu Forza Horizon 4 développé par Playground Games.
Le 21 février 2025, ils ont sorti un set de 8h remixant la musique de Severance en collaboration avec Apple TV+